# Paolo Zanotti
(da "La cella geografica" in Il caffè illustrato, maggio-giugno 2004)
Paolo Zanotti (Novara, 18 gennaio 1971 – Novara, 5 dicembre 2012) è stato uno scrittore e saggista italiano.
Di lui, Emanuele Trevi ha detto: «la cultura in lui non annullava l'ironia, l'intelligenza non offuscava la complicità.»

## Biografia
Nato a Novara nel 1971,  studiò all'Università di Pisa (frequentando nel contempo la Scuola Normale Superiore), nella quale si addottorò con una tesi su Italo Calvino e la letteratura inglese. Insegnò Letteratura italiana contemporanea e Letterature comparate in varie università in Italia e all'estero, dopo essere stato professore a contratto di Letteratura italiana contemporanea all'Università di Modena e Reggio Emilia (2001-2002), assegnista di ricerca di Letterature comparate presso il Dipartimento di italianistica dell'Università di Bologna (2002-2005), borsista post-doc presso il Centre de Recherches sur les Littératures Modernes et Contemporaines dell'Università Blaise Pascal (2006-2007).
Lavorò come selezionatore di manoscritti per l'agenzia letteraria Studio Nabu (1997-2001) e per la casa editrice Mondadori (1997-2000). A metà anni Novanta realizzò la traduzione di Ricordo di Fleeming Jenkin di Robert Louis Stevenson (Sellerio 1996). Tra le sue pubblicazioni nella saggistica, un volume sul romanzo d'avventura (Il modo romanzesco, Laterza 1998), uno sulla letteratura per l'infanzia (Il giardino segreto e l'isola misteriosa, Le Monnier 2001), uno sulla storia culturale dell'identità omosessuale (Il gay, Fazi Editore 2005). Fu curatore del volume Contaminazioni (Le Monnier 2005) e dell'antologia Classici dell'omosessualità (Rizzoli 2006). Importante anche la produzione di narrativa: suoi racconti sono apparsi sulle riviste Il Caffè illustrato, Nuova Prosa e nell'antologia Best off (minimum fax 2005) che lo portarono a esordire con il romanzo Bambini bonsai (Ponte alle Grazie, 2010).
Morì per un tumore al pancreas il 5 dicembre 2012 a soli 41 anni, lasciando il suo ultimo romanzo su Kaspar Hauser, KH, incompleto

## Opere

### Saggi
- 1996: Il modo romanzesco (Laterza)
- 1998: Il giardino segreto e l'isola misteriosa (Le Monnier)
- 2005: Il gay (Fazi Editore)
- 2012: Dopo il primato. La letteratura francese dal 1968 a oggi (Laterza)

### Curatele
- 2005: Contaminazioni (Le Monnier)
- 2006: Classici dell'omosessualità (Rizzoli)

### Narrativa
- 2010: Bambini bonsai (Ponte alle Grazie)
- 2013: Il testamento Disney (Ponte alle Grazie)
- 2017: L'originale di Giorgia e altri racconti (Pendragon)
- 2021: Trovate Ortensia! (Ponte alle Grazie)

### Traduzioni
- 1996: Ricordo di Fleeming Jenkin di Robert Louis Stevenson (Sellerio)